# Loža Kabinet
Loža Kabinet, orijent Novi Sad (pun naziv: Prava i potpuna slobodnozidarska Loža Kabinet, orijent Novi Sad) osnovana je 2. marta 2019. godine. Loža Kabinet je pod zaštitom Regularne Velike lože Srbije, orijent Beograd, a organizovanje i delovanje Lože Kabinet je u skladu sa pravilima Regularne Velike lože Srbije, orijent Beograd, kao i opšteprihvaćenim slobodnozidarskim pravilima

## Osnivanje Lože
Loža Kabinet, orijent Novi Sad prvi put se pominje i započinje svoju gradnju kao Loža pod otvorenim nebom krajem aprila, početkom maja 2018. godine, od članova koji su svoje slobodnozidarske korake već načinili u drugim potpunim slobodnozidarskim Ložama. Poseban doprinos u edukaciji tokom formiranja Lože usledilo je od Zorana Nenezića.
U Ložu Kabinet, orijent Novi Sad uneta je svetlost 2.marta 2019.godine, а prilikom unosa svetlosti imala je 21-og Majstora Kraljevske umetnosti.

## Bratski lanac
Loža Kabinet, orijent Novi Sad sa ponosom može da istakne da predstavlja majku Ložu, za tri Lože. Jedna od tih Loža je majka Loža za još dve Lože. Sve Lože su pod zaštitom Regularne Velike Lože Srbije, orijent Beograd.

## Slobodnozidarski obred
Loža Kabinet, orijent Novi Sad primarno radi po Šrederovom obredu, u okviru plave masonerije, dok se Drevni i prihvaćeni škotski obred izvodi na radovima Regularne Velike Lože Srbije, orijent Beograd.